# Odontopera ferruginea
Odontopera ferruginea là một loài bướm đêm trong họ Geometridae.